# 유진투자증권
유진투자증권(有進投資證券)은 대한민국의 증권회사이다.

## 역사
2006년 유진그룹에 인수되었다.
2008년 상반기에 교보증권 인수를 추진하기도 하였으나 실패하였다.
2008년 하반기에 유진그룹의 하이마트 인수로 인한 유동성 위기로 매각을 추진하였다. KB금융지주, 이트레이드증권, 르네상스 PEF 등이 입찰에 참여하여 우선협상대상자까지 선정하였으나 최종적으로 매각이 불발되었다.
2015년 2월, 유진투자증권의 PEF 부문을 분사하여 유진프라이빗에쿼티(PE)를 설립하였다.
2017년 11월, 현대저축은행을 인수하여 유진저축은행으로 사명을 변경하였다.
2021년 11월, 유진저축은행을 KTB투자증권에 매각하였다.